# ناحیه بدفورد، شهرستان مونرو، میشیگان
ناحیه بدفورد (به انگلیسی: Bedford Township) یک منطقهٔ مسکونی در ایالات متحده آمریکا است که در شهرستان مونرو، میشیگان واقع شده‌است.
 ناحیه بدفورد  ۳۱٬۰۸۵ نفر جمعیت دارد و ۱۹۸ متر بالاتر از سطح دریا واقع شده‌است.